# 砂川町
砂川町（すながわまち）は東京都の中部、北多摩郡に属していた町。

## 地理

### 河川・水路
- 残堀川、玉川上水、砂川分水

### 道路
- 五日市街道、芋窪街道

### 鉄道
- 西武鉄道
  - 上水線（玉川上水駅）
- 西武鉄道拝島線の武蔵砂川駅と西武立川駅、多摩都市モノレールは未開業。

## 地域（現在の地名）
- 若葉町（わかばちょう）一丁目 - 四丁目
- 幸町（さいわいちょう）一丁目 - 六丁目
- 柏町（かしわちょう）一丁目 - 五丁目
- 砂川町（すながわちょう）一丁目 - 八丁目
- 上砂町（かみすなちょう）一丁目 - 四丁目、六丁目 - 七丁目、五丁目の大部分
- 一番町（いちばんちょう）一丁目 - 五丁目、六丁目の一部
- 西砂町（にしすなちょう）一丁目 - 三丁目、六丁目 - 七丁目、四丁目と五丁目の一部
- 栄町（さかえちょう）一丁目 - 三丁目、五丁目 - 六丁目、四丁目の大部分
- 泉町（いずみちょう）
- 高松町（たかまつちょう）一丁目と二丁目の一部

武蔵村山市三ツ藤・残堀・伊奈平の一部、福生市福生の一部（横田飛行場内）

## 歴史と首長
- 1609年（慶長14年）：村山郷岸（現在の武蔵村山市岸）在の三右衛門（村野、後に砂川）が新田開発の幕府への願い出をする。
- 1654年（承応3年）：玉川上水が竣工。
- 1657年（明暦3年）：砂川分水を許可開削され、新田開発が行われる。
- 1736年（元文元年）：（旧）砂川新田を砂川村とする。
- 1867年（慶応3年）：（新）砂川新田および砂川前新田を砂川村に組み入れる。
- 1867年（慶応3年）10月：名主源五右衛門が玉川上水通船計画の運上目論見書を幕府御普請方出役に提出する。
- 1879年（明治12年）：殿ヶ谷新田・宮沢新田・中里新田・芋窪新田・八軒新田・榎戸弁天新田を砂川村に組み入れる。
- 1889年（明治22年）4月1日：町村制施行により、上記の新田とともに神奈川県北多摩郡砂川村が成立。
- 1893年（明治26年）4月1日：北多摩郡が南多摩郡、西多摩郡とともに東京府へ編入。
- 1922年（大正11年）：立川飛行場が設置される。
- 1930年（昭和5年）：立川自動車運輸による路線バスが運行される。
- 1943年（昭和18年）7月1日：東京都制施行。（東京府廃止）
- 1945年（昭和20年）：立川飛行場および周辺軍需施設を狙った空襲がたびたびあり被害を受ける。
- 1950年（昭和25年）5月15日：西武鉄道上水線が玉川上水駅まで開通。
- 1951年（昭和26年）11月18日：砂川村B29爆撃機墜落事故発生。
- 1954年（昭和29年）6月30日：町制施行し砂川町となる。
- 1954年（昭和29年）10月12日：西武上水線が電化。
- 1955年（昭和30年）：立川基地拡張計画が発表され、砂川町基地拡張反対同盟が結成される（砂川闘争）。
- 1957年（昭和32年）7月8日：砂川事件が発生。
- 1960年（昭和35年）：東村山浄水場の竣工に伴い、町内北端に設けられた玉川上水小平監視所の運用開始。
- 1963年（昭和38年）1月1日 - 西多摩郡福生町（現・福生市）と境界変更。
- 1963年（昭和38年）5月1日：立川市への編入に伴い廃止。

### 村長
- 橋本治助 1889年7月〜1889年8月
- 宮﨑五百里 1889年11月〜1896年3月
- 小峰庄之助 1896年3月〜1897年5月
- 青木直次郎 1897年7月〜1900年4月
- 小峰庄之助 1900年5月〜1900年6月
- 宮﨑五百里　1900年6月〜1903年10月
- 小沢弥吉 1903年11月〜1904年2月
- 小峰庄之助 1904年2月〜1907年12月
- 島田角太郎 1908年12月〜1931年10月
- 中野丑太郎　1931年10月〜1946年11月
- 若松貞次郎　1947年4月〜1954年6月

### 町長
- 若松貞次郎 1954年6月〜1955年3月
- 宮崎傳左衛門 1955年5月〜1962年12月
- 砂川三三　1963年1月〜1963年5月1日